# Chen Yiwen
Chen Yiwen, född 15 juni 1999, är en kinesisk simhoppare.

## Karriär
Chen Yimen tog sitt första VM-guld 2019 i enmeterssvikten. I juli 2022 vid VM i Budapest tog hon guld tillsammans med Chang Yani i den synkroniserade tremeterssvikten. Hon tog även guld individuellt i tremeterssvikten. Vid VM 2023 tog hon guld både i parhoppet på 3 meter och individuellt på tremeterssvikten. I februari 2024 vid VM i Doha tog Chen silver individuellt i hopp från tremeterssvikten samt sitt tredje raka VM-guld tillsammans med Chang i parhopp från tremeterssvikten.